# 정수영 (인천광역시의원)
정수영(丁洙榮, 1967년 2월 25일~)은 대한민국의 제6대 인천광역시의원이었다.

## 생애
1967년 충청남도 예산군 출생. 1994년 인천대학교 건축공학과를 나온 그는, 2006년 제4회 전국동시지방선거에서 민주노동당 후보로 인천시 남구청장 선거에 출마했으나 낙선했다. 2010년 제5회 전국동시지방선거에서 민주노동당 후보로 인천시의회 남구제4선거구에 출마해서 당선되었다. 2014년 제6회 전국동시지방선거에서 정의당 후보로 인천시의회 남구제4선거구에 출마했으나 낙선했다. 2018년 제7회 전국동시지방선거에서 정의당 후보로 인천시의회 남구제4선거구에 출마했으나 낙선했다. 2020년 제21대 국회의원 선거에서 정의당 후보로 동구·미추홀구 을 선거구에 출마했으나 낙선했다.

## 학력
- 서울대림국교 졸업(1979년 2월)
- 서울강남중학교 졸업(1982년 2월)
- 영등포고등학교 졸업(1985년 2월)
- 인천대학교 건축공학과 학사(1994년 8월)

## 경력
- 민주노동당 인천시당위원회 남구 지역분과위원장(2002.12.18.~2011.12.05.)
- 2010.07~2014.06 제6대 인천광역시의회 의원
- 통합진보당 인천시당위원회 남구 지역분과위원장(2011.12.06.~2013.12.11.)
- 2010.07~2012.07 제6대 인천광역시의회 전반기 건설교통위원회 간사
- 2010.07~2012.07 제6대 인천광역시의회 전반기 의회운영위원회 위원
- 2012.07~2014.06 제6대 인천광역시의회 예산결산특별위원회 위원
- 2012.07~2014.06 제6대 인천광역시의회 윤리특별위원회 위원
- 2012.07~2014.06 제6대 인천광역시의회 조례정비특별위원회 위원장
- 2012.07~2014.06 제6대 인천광역시의회 친환경무상급식추진특별위원회 간사
- 2012.07~2014.06 제6대 인천광역시의회 고속도로소위원회 위원장
- 2012.07~2014.06 제6대 인천광역시의회 후반기 건설교통위원회 부위원장
- 2017.06~2018.08 정의당 인천시당위원회 남구 지역분과위원장
- 2018.08~현재 정의당 인천시당위원회 미추홀구 공동지역분과위원장

## 역대 선거 결과
|  | 8.84% |

|  | 44.44% |

|  | 30.00% |

|  | 15.38% |

|  | 2.81% |